# Rudolf Reichert (Generalmajor)

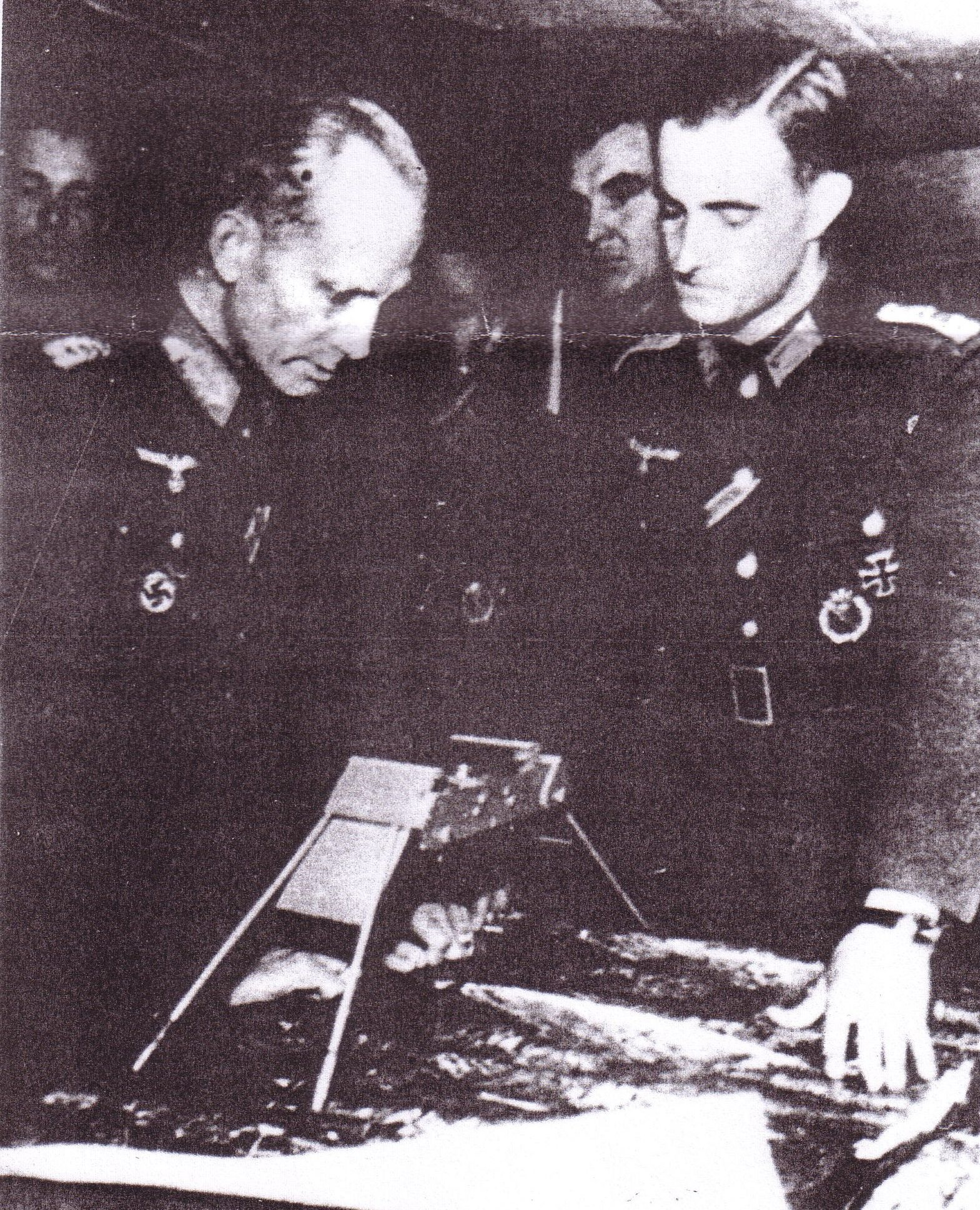
Generalmajor Reichert (links) mit Regimentsadjutant am Narew (November 1944)

Rudolf Reichert (* 24. November 1893 in Nebra (Unstrut); † 10. März 1967 in Bremen) war ein deutscher Generalmajor im Zweiten Weltkrieg.

## Werdegang
Reicherts Eltern waren der Sanitätsrat Carl Reichert und dessen Ehefrau Margareta, geborene Averdieck. Am 18. November 1912 trat er als Fahnenjunker in das Deutschordens-Infanterie-Regiment Nr. 152 der Preußischen Armee in Marienburg ein und avancierte bis Mitte Juni 1914 zum Leutnant. Über den ganzen Ersten Weltkrieg war er in diesem Regiment als Zug- und Kompanieführer sowie als Bataillonsadjutant tätig. Für seine Tätigkeit erhielt er beide Klassen des Eisernen Kreuzes und das Verwundetenabzeichen in Schwarz.
Nach dem Krieg kämpfte Reichert ab 1. Oktober 1919 im Freikorps Görlitz, dass im Januar 1919 im Bereich des Generalkommandos V. Armee-Korps in Posen aufgestellt wurde. Im Einsatz war es in Görlitz, Magdeburg, Dresden, München und an der Ruhr. Es wurde zur Bildung der Reichswehr-Brigade mitverwendet. Am 2. November 1920 heiratete er Charlotte Moritz.
In der Vorläufigen Reichswehr kam er am 1. Oktober 1920 zum Infanterie-Regiment 3 im schlesischen Jauer. In diesem Regiment der 2. Division wurde er zum 1. November 1920 nach Deutsch Eylau versetzt. Ab 1. Oktober 1923 diente er im 8. (Preußisches) Infanterie-Regiment und wurde am 1. Februar 1924 in der 9. Kompanie in Görlitz zum Oberleutnant befördert. Am 1. Oktober 1930 wurde er Chef der 16. Kompanie in Lübben und zwei Monate später Hauptmann. Ab 1. Juni 1934 war er Taktiklehrer Luftkrieg an der Marineschule Mürwik und stieg am 1. März 1935 zum Major auf. Seit dem 1. April 1935 Lehrgangsleiter an der MSM, kam er am 1. April 1936 in gleicher Funktion an die Luftkriegsschule in Berlin-Gatow und am 1. Juni 1936 an die Heeres-Waffenmeisterschule in Bezirk Treptow. Als Oberstleutnant wurde Reichert am 10. November 1938 Kommandeur des Maschinengewehr-Bataillons 59 in Kassel.
Nach 15 Monaten in der Führerreserve wurde er zum 1. Dezember 1940 Oberst und Kommandeur des Infanterie-Regiments 67 der 23. Infanterie-Division in Berlin-Spandau. Am 1. Februar 1942 kam er wieder in die Führerreserve. Nach sechs Monaten wurde er Kommandeur des Infanterie-Ersatz-Regiments 218 der Division 153 in Spandau. Im Ersatzheer wurde er am 19. September 1942 Kommandeur des umgebildeten Reserve-Infanterie-Regiments 218 der 153. Reserve-Division. Am 1. März 1943 wurde er für sechs Monate Kommandeur der Osttruppen. Am 7. Dezember 1943 mit der Wahrnehmung der Geschäfte des Kommandeur der Feldkommandantur 619 (FK 619) beauftragt, wurde er am 18. Februar 1944 ihr Kommandeur. Am 1. März 1944 kam er in die Führerreserve beim Generalkommando des XXIII. Armeekorps am Narew bei der 2. Armee. Ab 1. September 1944 mit der Führung der 292. Infanterie-Division beauftragt, erfolgte seine Beförderung zum Generalmajor am 9. November 1944. In dieser Eigenschaft wurde er im 11. März 1945 mit dem Ritterkreuz des Eisernen Kreuzes ausgezeichnet  und führte die Division bis Ende März 1945. Er erkrankte am 12. April und kam in ein Heimatlazarett.
Es existieren auch unbelegte Angaben, dass er ab April 1945 die 558. Volksgrenadier-Division kommandiert haben soll. Diese Angaben können aber nicht stimmen, da die Division von Werner von Bercken zu Kriegsende geführt worden ist, bereits am 28. März 1945 aufgerieben und in sowjetische (nicht wie Reichert in britische) Gefangenschaft ging.
Nach eigenen Angaben will Reichert noch am 1. Mai 1945 zum Generalleutnant befördert worden sein. Dafür existiert aber kein Nachweis, er wurde aber auch als Generalleutnant in einem Nachruf bedacht. Vom 8. Mai 1945 bis zum 1. Juli 1947 befand er sich in englischer Kriegsgefangenschaft.